# Dekšāres pagasts
Dekšāres pagasts er en territorial enhed i Viļānu novads i Letland. Pagasten havde 919 indbyggere i 2010 og omfatter et areal på 102,80 kvadratkilometer. Hovedbyen i pagasten er Dekšāres.